# Division I (Schach) 1983/84
Die Saison 1983/84 war die 15. Spielzeit der Allsvenskan im Schach. 

## Termine
Die Wettkämpfe der Vorrunde fanden statt am 23. Oktober, 20. November, 11. Dezember 1983, 22. Januar, 12. Februar, 4. und 25. März 1984.

## Division I Norra
In der Nord-Staffel konnte sich der SK Rockaden Stockholm überlegen durchsetzen. Den zweiten Platz im Finalturnier sicherte sich der Wasa SK knapp vor der Vällingby Schacksällskap und Upsala ASS, welche im Vorjahr die beiden Spitzenplätze belegt hatten. Aus der Division II waren Akademiska SK Uppsala und der SK Passanten aufgestiegen. Während der SK Passanten den Klassenerhalt erreichte, musste Uppsala zusammen mit dem Västerås ASK direkt wieder absteigen.

### Abschlusstabelle
| Pl. | Verein                       | Sp | G | U | V | MP   | Brett-P.  |
| --- | ---------------------------- | -- | - | - | - | ---- | --------- |
| 01. | SK Rockaden Stockholm        | 7  | 5 | 1 | 1 | 11:3 | 34,5:21,5 |
| 02. | Wasa SK                      | 7  | 4 | 1 | 2 | 9:5  | 34,0:22,0 |
| 03. | Vällingby Schacksällskap (V) | 7  | 4 | 0 | 3 | 8:6  | 30,0:26,0 |
| 04. | Upsala ASS                   | 7  | 3 | 2 | 2 | 8:6  | 29,5:26,5 |
| 05. | Solna Schacksällskap         | 7  | 2 | 2 | 3 | 6:8  | 26,0:30,0 |
| 06. | SK Passanten (N)             | 7  | 2 | 2 | 3 | 6:8  | 23,0:33,0 |
| 07. | Akademiska SK Uppsala (N)    | 7  | 1 | 3 | 3 | 5:9  | 24,5:31,5 |
| 08. | Västerås ASK                 | 7  | 1 | 1 | 5 | 3:11 | 22,5:33,5 |

### Entscheidungen
|     | Teilnehmer am Finalturnier: SK Rockaden Stockholm, Wasa SK        |
|     | Absteiger in die Division II: Akademiska SK Uppsala, Västerås ASK |
| (V) | Staffelsieger der letzten Saison                                  |
| (N) | Aufsteiger der letzten Saison                                     |

## Division I Södra
In der Süd-Staffel musste sich der amtierende Meister Limhamns SK zwar mit dem zweiten Platz hinter der Schacksällskapet Manhem begnügen, konnte sich aber dennoch sicher für das Finalturnier qualifizieren. Aus der Division II waren der Eksjö SK und der Lunds ASK aufgestiegen. Während Lund den Klassenerhalt erreichte, musste Eksjö zusammen mit dem Vorjahressieger Jönköpings Schacksällskap direkt wieder absteigen.

### Abschlusstabelle
| Pl. | Verein                           | Sp | G | U | V | MP   | Brett-P.  |
| --- | -------------------------------- | -- | - | - | - | ---- | --------- |
| 01. | Schacksällskapet Manhem          | 7  | 6 | 1 | 0 | 13:1 | 38,0:18,0 |
| 02. | Limhamns SK (M)                  | 7  | 5 | 2 | 0 | 12:2 | 37,5:18,5 |
| 03. | Lunds ASK (N)                    | 7  | 3 | 3 | 1 | 9:5  | 31,0:25,0 |
| 04. | Schacksällskap Allians Skänninge | 7  | 3 | 0 | 4 | 6:8  | 27,0:29,0 |
| 05. | SK Kamraterna                    | 7  | 2 | 1 | 4 | 5:9  | 31,0:25,0 |
| 06. | Åstorps Schacksällskap           | 7  | 2 | 1 | 4 | 5:9  | 25,0:31,0 |
| 07. | Eksjö SK (N)                     | 7  | 2 | 1 | 4 | 5:9  | 23,0:33,0 |
| 08. | Jönköpings Schacksällskap (V)    | 7  | 0 | 1 | 6 | 1:13 | 11,5:44,5 |

### Entscheidungen
|     | Teilnehmer am Finalturnier: Schacksällskapet Manhem, Limhamns SK  |
|     | Absteiger in die Division II: Eksjö SK, Jönköpings Schacksällskap |
| (M) | Meister der letzten Saison                                        |
| (V) | Staffelsieger der letzten Saison                                  |
| (N) | Aufsteiger der letzten Saison                                     |

## Finalturnier
Das Finalturnier fand vom 6. bis 8. April in Stockholm statt. Der SK Rockaden Stockholm besiegte alle drei Rivalen und wurde damit schwedischer Mannschaftsmeister.

### Abschlusstabelle
| Pl. | Verein                  | Sp | G | U | V | MP  | Brett-P.  |
| --- | ----------------------- | -- | - | - | - | --- | --------- |
| 01. | SK Rockaden Stockholm   | 3  | 3 | 0 | 0 | 6:0 | 17,5:6,5  |
| 02. | Wasa SK                 | 3  | 2 | 0 | 1 | 4:2 | 13,0:11,0 |
| 03. | Limhamns SK (M)         | 3  | 1 | 0 | 2 | 2:4 | 8,5:15,5  |
| 04. | Schacksällskapet Manhem | 3  | 0 | 0 | 3 | 0:6 | 9,0:15,0  |

### Entscheidungen
|     | Schwedischer Mannschaftsmeister: SK Rockaden Stockholm |
| (M) | Meister der letzten Saison                             |

### Kreuztabelle
| Ergebnisse | Ergebnisse              | 01. | 02. | 03. | 04. |
| ---------- | ----------------------- | --- | --- | --- | --- |
| 01.        | SK Rockaden Stockholm   |     | 4½  | 7   | 6   |
| 02.        | Wasa SK                 | 3½  |     | 5   | 4½  |
| 03.        | Limhamns SK             | 1   | 3   |     | 4½  |
| 04.        | Schacksällskapet Manhem | 2   | 3½  | 3½  |     |

## Die Meistermannschaft
| 1.            | SK Rockaden Stockholm |
| Schachfiguren | Roland Ekström, Michael Wiedenkeller, Carl-Magnus Björk, Mats Sjöberg, Robert Bator, Bo Kyhle, Christer Hartman, Dan Olofsson. |